# Stazione di Gallipoli via Salento
La stazione di Gallipoli via Salento è una fermata ferroviaria posta sulla linea Casarano-Gallipoli (linea 4); è a servizio principalmente del Lungomare Galileo Galilei e del quartiere Lido San Giovanni.

## Storia
La fermata, in origine denominata «Gallipoli via Galilei», venne attivata nel 1995. Successivamente assunse la denominazione di «Gallipoli via Salento».

## Servizi
La fermata dispone di:
- Area per l'attesa
- Accessibilità per portatori di handicap

## Movimento
La stazione è servita dai treni regionali svolti dalle Ferrovie del Sud Est nella relazione Casarano - Gallipoli via la linea 4.